# Alfred Druschel
Alfred Druschel (4 de fevereiro de 1917 - 1 de janeiro de 1945) foi um oficial alemão que serviu na Luftwaffe durante a Segunda Guerra Mundial. Foi condecorado com a Cruz de Cavaleiro da Cruz de Ferro.

## Carreira

### Patentes
Oberstleutnant

### Condecorações
| Cruz de Ferro 2ª Classe |
| Cruz de Ferro 1ª Classe |
| Cruz de Cavaleiro da Cruz de Ferro 21 de agosto de 1941 Folhas de Carvalho 3 de setembro de 1942 Espadas 19 de fevereiro de 1943 |